# Srebrenka (slikarska tehnika)
Srebrenka je kovinski svinčnik, sestavljen iz legure svinca in srebra. Svinec pušča sled, srebro pa daje čvrstost.
Srebrenka je analitična slikarska tehnika. Risba, ki je narejena s srebrenko, je lahko popolnoma jasna z detajli. Umetnik lahko na analitičen način prikaže motiv, to pomeni do zadnje podrobnosti. Tako poskušajo narediti znanstveno točnost. Analitične risbe so bogate po podrobnostih. Srebrenka je pomembna zato, ker se ne iztroši. Umetnik, ki uporablja srebrenko je racionalen in svoje delo opira na znanost. Cela renesansa je racionalna. Leonardo da Vinci je nenavadno dobro združil racionalni stik elementov s čustvi.